# クレムリン (漫画)
『クレムリン』（クレムリン）は、カレー沢薫による日本の漫画作品。

## 概要
講談社の漫画雑誌『モーニング・ツー』にて27号（2009年）から62号（2012年）まで、『モーニング』にて2010年30号から2013年7号まで連載。
雑誌連載は現時点で終了しているが、ニァイズ(後述)は引き続き連載しており、2013年5月からはCINRA.NETにおいて「東京・恵比寿出稼ぎ出張所@CINRA」と銘打ちWeb連載を開始している。
基本は1話(4ページ)完結型だが、前話から継続するストーリーも存在する。
関羽がモーニングと東京都写真美術館の公式キャラクターとなっており、写美広報紙別冊『ニァイズ』（月刊（毎月第3水曜日発行）、無料、写美HPより閲覧可）において2011年1月の創刊号から出張版を連載中である。
2012年8月にアニメ化が発表され、9月にYoutubeにてアニメが公開された（後述）。

## あらすじ
道端に捨てられていた高級舶来猫ロシアンブルー･関羽と、それを拾った人間・却津山春雄を中心としたコメディ。

## 登場人物
登場が一回きりのキャラクターが多いため、複数回登場した者について記述する。
却津山 春雄（きゃっつやま はるお＝「きゃつやま」とルビを振られていることもある）
愛称はキャッツ（ただしそう呼ぶのは関羽とニャン子のみである。苗字が「キャッツ山」と表記されていることは多々ある）。関羽の飼い主の青年。無口、無表情（ただし、怒りの表情のみ比較的豊か）で、関羽たちに対し冷徹な突っ込みを入れるが、本人も奇妙な行動をするため、関羽に突っ込まれることが多い（むしろ常識は関羽のほうがある）。
八流大学･苦寝苦寝（くねくね）大学に浪人して入学した大学生だが、通学している描写はほとんど見受けられない。また、作中で留年が確定した（現在4年生）。その上労働する機会を幾度となく袖にするなど、ニート気質たっぷりである。週刊連載の『モーニング』では現在（KC4巻の最後より）、元々がほぼニートであるにも関わらず大手化粧品メーカー「資猫堂」に就職し、負け組のためのヒット商品を開発する。しかし、『モーニングツー』では従来のニート生活をしている上に、『ニァイズ』では東京都写真美術館の職員として働いているため、掲載誌で職歴が大いに異なる状況になっている。『モーニング』『モーツー』での連載終了後の現在、写美専属扱いになっている。また、『CINRA』版ではニートである。
植物をこよなく愛し、高校時代はフラワーアレンジメント部に所属していたほどである。労働する気になったときはたいてい植物の種苗がほしくなった時である。また、将来の夢は花屋を開くことである。逆に嫌いなものはサッカーで、関羽がサッカーボールを購入したら返品させる、あるいは爆破するほどサッカーを憎んでおり、「サッカーに親を殺された」と発言したこともある（ただし両親は存命）。
猫耳の生えた帽子をかぶり、当初は着ているジャージにNEKOと書かれていたが、本人は猫好きではないと話している。
中学時代からゲイとして有名だったが、これは当時体育教師からのセクハラにより生じた誤解である。ゲイでないことは作中で他キャラクターにも明かしたが、女性陣の反応は薄かった。なお、実際は、本人いわく「ストライクゾーンが46歳から116歳（かまとおばあちゃんまで）」の熟女好きである。また、「ケツの余り肉フェチ」を自称している。
関羽（かんう）
猫。オス。血統書つきのロシアンブルーだが、なぜか捨てられ、却津山に道を通るたびに素通りされていたのを1年経過後に拾われる。年齢は不明だが、人間に直すと中年らしい。すなわち捨て猫時代はすでに成猫であったはずなのだが、物心ついたのは捨てられていた時だと話している。
3匹いるが全員名前は関羽。元々、本猫たちが、却津山に名前をつけられる際に劉備・関羽・張飛という名前を望んだが、3匹とも関羽を望んだためこのようなことになった。関羽を選んだ理由は、「寿司屋で『松』『竹』『梅』の『竹』を選ぶような中庸の精神」であることがのちに明かされている。
全員同じ容姿をしているため、見分けることはほぼ不可能。ただし、本猫たちの中では役割分担があるらしく、企画担当・体を張る担当・カレー好きという分担がある。また、これとは別に、子供好き・サッカー好き・カレー好きという分類もあるが、カレー好き以外、前述の分担のうちどの関羽かは不明。現在では後者の分類が頻繁に用いられており、却津山が極度のサッカー嫌いであるため、サッカー好きの関羽にのみつらく当たる描写がある。また、あるエピソード以降、サッカー好きの関羽は、サッカーボールを爆破されるとハゲる(円形脱毛症)ようになった。
関羽を含めこの漫画に登場する動物は、ほぼ全員（ ´ω`）顔で描かれているため、表情は乏しい（ただし泣くことは多いうえに、たまに笑う）が、感情は豊かで、なおかつ猫のくせにかなりの饒舌である。猫らしく、語尾は｢〜だニャ｣である。ただし他の猫は一切語尾にニャは付けない上に、ツッコミを入れるときはニャを付けずに終わることも多い。また、オスだからか、一人称は「僕(ら)」。
アルバイト経験も豊富と、ほぼニートの飼い主と対照的で、実質的には却津山が関羽に養われている状態である。そんな状況でも却津山に愛想を尽かすことはない、猫らしからぬ従順さの持ち主である。それどころか、『CINRA』版で、仕事面での自立を望みつつも、精神的には関羽に依存することを望んでいることを告白した。
猫村 ニャン子（ねこむら ニャンこ）
却津山の中学時代の同級生。フルネームは初登場時に一度出ただけで、以来作中での表記はほとんど「ニャン子ちゃん」である（ただし、欄外の登場人物紹介では猫村ニャン子と表記されることもある）。大の猫好きで、いつの間にか猫耳が生えてしまった。
猫好きであるが、住んでいる家の事情により猫が飼えない。その家が爆発して無くなったことにより、一時期却津山や関羽と同居したことがある（後述のテコ入れ企画）。また、同居以外でも、関羽と遊ぶために却津山の家に訪れる描写も、初登場を含めて多い。現在は却津山と同じアパートに住む（引っ越しのエピソードは雑誌未掲載で単行本収録のみだが、設定はその後引き継がれた）。
却津山とは対照的に、一流大学・ネコブリッジ大学に通っている。猫が住みやすい環境を作るため、環境学を専攻している。それが高じて、世界人口を3割減らし、その分猫を増やすという危険思想を持っている、というダークな一面がある。この思想を「猫類補完計画」と呼ぶ。
却津山は「いい人だが、時々何を考えているかわからない」「心がない」と思っている。また、良いところとして、無欲で、何があっても猫を責めないところを挙げている。好きな異性のタイプは猫。
メンチカツ子（メンチカツこ）
常にセーラー服姿の、猫好きな女子高生。初登場時、道端で、散歩している関羽たちを見つけ、うちで飼われないかと誘った。誘い文句は、「毎日アンキモを食べさせてあげる」（関羽は痛風になるといったうえ、既に飼われていると誘いを断った）。その後、却津山の提案で関羽に会いに数回却津山家に遊びに来るがしばらく登場しなくなった。
しばらく時間をおいて再登場し、現在はニャン子と同程度の準レギュラーとなっている。久々に登場した際に、あだ名がメンチカツ子であることが明かされるも（上履きクロ子を名乗ったこともある）、本名は不明。関羽やニャン子からは「カツ子ちゃん」と呼ばれる。イケメンの類には興味がなく、「男は目ヤニで悩んでるぐらいがいい」「男はゴミを食い始めてから」という変わった嗜好の持ち主で、要するにダメ男好き。却津山は、ニートだったころはまだしも定職に就いてからは問題外らしい。
関羽を飼いたいがために、一度関羽を誘拐したこともある。関羽（さらにロシアンブルー全般）に固執するのは、昔の彼氏に似ているかららしい（すなわち、「彼の体色が灰色である」ということ）。ロシアンブルーの灰色を「ドブみたいな色」という。
広 猫志（ひろ ねこし）
却津山の同級生。大の猫好き。ただ、人間の女性にはもてるが、猫にはあまりもてない（ただし、飼い猫はいる）。逆に、人間の女性にはもてないが猫にはモテモテの却津山に吐き気を催すほどの嫉妬心を燃やし、激しく嫌っている（逆に却津山も広を激しく嫌っている）。却津山・広ともにお互いを見て吐き気を催す描写が多い。その却津山が飼う関羽は「ニクくてかわいい」と評している。関羽からは「広氏」と呼ばれる。
却津山と敵対するキャラクターとして登場したが、4巻の冒頭を最後に出番がない。
大家さん
却津山が住むアパートの大家。年老いた白猫。オス。中卒から衣料品メーカー「ネコクロ(NEKOQLO)」を起業し、一代で財を成した成功者。現在は息子に会社を譲り悠々自適の日々を送っている。
この漫画の動物は人語を話すが、当初大家は人語を話さなかった（却津山によると理由は「猫だから」）。しかし、隠居し生活に張りのない大家のために関羽が提案し、大家が関羽から日本語と二足歩行を教わり、関羽が大家から猫語を教わったため、現在は日本語を流暢に話す（却津山からは逆に無個性と言われた。却津山は関羽も知らなかった猫語を理解していた）。また、手先が器用になったと語っており、以後大家の手には人間同様の指が描かれている（これは関羽などほかの猫には見られない特徴である）。
日本語を話すようになった後に語るには、アパート経営は道楽であるという。したがって、家賃を滞納しがちな却津山に催促することもあまりない。家賃は却津山宅は月500円（わけあり物件）、その他の部屋（ニャン子宅含む）は月3000円。
却津山 冬彦（きゃっつやま ふゆひこ）
猫マウンテン 夏江（ねこマウンテン なつえ）
却津山の両親。関羽同様（ ´ω`）顔で描かれているが（この顔で描かれているのは基本的に動物であるが、一部の人間もこの顔である）、却津山は父親似らしい。却津山が帰省した際に初登場。しかし、それより前に電話で熟年離婚したことを報告していた。だが、離婚後もパートナーとして同居している（関羽には訳の分からない芸能人カップルのようだといわれる）。
却津山 オータム（きゃっつやま オータム）
却津山の妹。高校生らしい。3回ほど話題に上ったことがあるが、3回とも結婚している（わかりやすく言えばバツ2）。1回目、できちゃった結婚し、2回目、別の男と挙式し（なぜか本人不在で、顔写真のみ置かれた）、3回目で再婚準備のため子供を却津山に預けた。この経歴から関羽には「人生早送り」と言われている。
却津山に預けた息子は、「太郎」という「近年まれにみる地に足の着いた名前」である。前述のとおり、2回目で顔写真を公表しているが、3回目は「シャイなため顔出しNG」ということで腕だけの登場となった。
八ヶ岳ビューティーレディース（やつがたけビューティーレディース）
却津山が町の運動会で出会った人間の老婆三人組。平均年齢96歳。リーダーの森 繁子（森繁久彌似。なおこの漫画には森繁ネタが数多く登場する）、歌子、光子の三人。熟女好きの却津山が狙っている女性で、繁子は誕生日に年齢（現在98歳）と同じ本数のバラを贈る。却津山は三人から孫のようにかわいがられている。
イヌー沢（イヌーざわ）
犬を主人公にした漫画を専門に描く漫画家猫。担当編集者が来た時のためにアパートの部屋にトラップを仕掛けるほど精神的に追い詰められている。現在、別の漫画を連載しており、ヒットしているらしいが、本人は連載を終了したがっている。破滅願望の持ち主で、漫画の登場人物を殺したほか、自らも死にたがる。
担当氏（初代）
イヌー沢の担当編集者。自宅にトラップを仕掛けるのに対抗し鎖鎌やチェーンソーを持参したことがある。現在は別の雑誌の編集長をしている。
エヌネ
イヌー沢の担当編集者。上記の担当氏の後任。若手で、学生時代、イヌー沢の漫画を読んでいた。モデルは当時のカレー沢の担当の「S根」こと関根氏。
ハヤシ沢（はやしざわ）
エヌネが担当するもう一人の漫画家で、イヌー沢の同期でもある。顔全体が毛深く、何の生物か不明。イヌー沢とは逆に、売れなさすぎて困っている。
マンチカン
足が短い品種の猫。そのことをものすごく気にしていて、初対面で関羽に足が短いと言われ泣く。足を伸ばそうとさまざまな努力をしてきたことを告白する。また、足の長さに執着するのは、周りの猫にいじめられるからであることも後に明らかになっている。
作者いわく一回こっきりの登場予定だったが、読者人気が高く2回ほど再登場している。
手足ナガ子
マンチカンの彼女。名前通り手足が数メートルの長さという半ば妖怪のような雌猫。マンチカンのコンプレックスを諭す。
アイリーン
フィリピンオウム。どうしても日本国籍がほしいということで却津山と結婚していた。半年後に離婚し故郷フィリピンに帰った、却津山の元妻である。現在でも却津山を金づるにしており、金を無心する手紙が来る。
スベスベマンジュウガニ
関羽の元妻。入籍後すぐにいったん離婚した。その後また入籍しなおす予定だったが、両親に結婚を反対され、また入籍することはなかった。理由は「毛深いから」。のちに同じスベスベなイカと結婚したことを報告するはがきが関羽の下に届いた。
幸せの青い猫
顔色が悪くて本当に真っ青な猫。一応猫ではあるが、毛が長すぎて手足が見られずモップに猫耳が生えたような外見をしている。会社を経営していて、会社の帳簿が合わなくなっていく恐怖から青くなったという。せっかくなので青い鳥のように自身を売り出そうとしたが、売れなくて困っていた。その後、却津山の書いた彼をモチーフにした小説で有名になり、自身の会社から青い猫グッズを売り出している。
課長補佐
却津山の上司で、却津山を採用した張本人(猫)である。化粧品メーカー・資猫堂の商品開発部門チームZの課長補佐。
元々彼の代わりの課長補佐に任命するために却津山を雇ったのだが、なぜかその後も普通に却津山の上司として会社に残っている。このため、現在Zチームには課長はいないが課長補佐が2人いることになっている。
波本 しずか（なみもと しずか）
資猫堂商品開発部門チームZの紅一点。極度の不細工。化粧品メーカーに勤めながら、化粧は一切せず、私服を考えるのが面倒だという理由で、制服もないのに自前の事務服で通勤するなど、女子力が極端に低い。
不細工であることから、他部署の社員から激しいいじめを受けている。却津山はそんなしずかを徹底的に守っている。その一方で却津山はしずかにまでしっかりセクハラをしており、関羽から「キャッツほど平等な男はいない」と評されている。しずか自身はほかの社員から守ってくれた却津山を気に入っている模様。
一応人間であるが、極度にデフォルメされた、鶏卵から手足が生えたような体形をしている。顔も（ ´ω`）顔のアレンジである。
アメーバさん
文字通りアメーバ。ゼリー状の体に（ ´ω`）顔という容姿。資猫堂商品開発部門チームZの事務担当で、単細胞生物には荷が重いのか、領収書を食べようとする。
会話をするシーンはないが、部署全員でパンストを被った時にも参加していたり、却津山が休日、ニャン子とカツ子と会った際に、合コン（呼ぶ面子は同じ部署の男性陣）について発言した際にも、カツ子がアメーバを狙うと発言するなど、しっかり部署の一員となっている。
元公務員（もとこうむいん）
資猫堂商品開発部門チームZで最も新しいメンバー（却津山が勝手に増やしたらしく、その件でジョブズ山が怒鳴り込んでいる）。25歳。「元公務員」という名前がフルネームらしい。
常にパンストを被った怪しい容姿で、警察からの表彰歴20回、逮捕歴11回という両極端な経歴の持ち主。初登場1ページ目で警察に11回目の逮捕をされている。表彰歴20回は電車での痴漢逮捕協力によるが、かっとなると人を殴りすぎる癖があり、そのうち2回に1回は暴行罪で逮捕されている。
変態的な容姿であるが、性犯罪歴はなく、パンストは単なる趣味で被っている。パンストを被り始めたきっかけは天然パーマで、それを恥ずかしがっており性格が暗かったことによる。普段、顔は描かれていないが、当時の回想として素顔を公開した。
「女性は太陽」を信条としており、女性の役に立つ仕事をしたくて入社した。女性の健康を守りつつ商品開発をするが、いまいち売れないことが悩み。
却津山とともに変態トークをし、しずかにセクハラをすることもあれば、関羽とともに、冷静に却津山に対するツッコミをすることもある、柔軟性のあるキャラクター。関羽を含め、誰とでも常に敬語で会話する。
ジョブズ山 正義（ジョブズやま まさよし）
資猫堂全部門統括担当部署Sチーム所属の超エリート社員。「勝ち組には死んでもできない発想」で商品を開発する却津山をSチームに引き抜こうとするが、一度断られ、脅迫して連れて行くも逃げられを繰り返し、相当な対抗心を燃やし、ことあるごとに却津山を左遷しようと画策する。
当初は却津山の企画力を欲していたが、現在は常識はずれな商品を非難することが多い。
却津山から、妻と娘（めぐみ）と家庭を顧みないことから別れたことを握られ、溺愛する娘・めぐみを条件に逆に却津山から脅迫されることが多い。なお、ジョブズ山の元妻子は却津山と頻繁に会っているようである。また、ある一件がきっかけで、却津山からは「まさよしちゃん」と呼ばれる。
名前はIT関連で成功を収めた実業家、スティーブ・ジョブズと孫正義から取られた。作者によると、名前を付けるときにはあまり深く考えずにつけたが、偶然、初登場直後にジョブズが死去したという。
ジョブズ山の元妻
梅宮辰夫似である。名前はおろか、顔がまともに描かれたことがない。数年前、交通事故が原因でジョブズ山と知り合い（この頃は梅宮アンナ似で、わずか数年で辰夫化したらしい）、のちに結婚した。知り合った当時は、バツイチで女手一つでめぐみを育てながらトラックの運転手をしていたという。実は却津山とは週2、3回会っており、却津山に語ったところによると、ジョブズ山は昔は優しかったが、仕事で成功してから変わってしまったという。却津山との関係は非常によく、「春雄」「辰兄ィ」の仲であるが、ジョブズ山は電話の着信拒否、慰謝料やめぐみのためのランドセルなどの受け取り拒否など、徹底的に避けている。
めぐみ
ジョブズ山の娘。6歳。ただし前述のとおり元妻の連れ子であったため、血縁関係はない（すなわち現在は他人）であるが、ジョブズ山自身は実の娘のように溺愛している。元妻同様却津山とは頻繁に会っていて、却津山を「ハルオパパ」と呼んでいる。実の父、ジョブズ山、却津山の3人の「パパ」がいるという複雑な環境な中で、スレていないかわいらしい少女。
河村タカシ（かわむら タカシ）
ジョブズ山の飼い猫の3匹のアビシニアンで、名前は全員同じ。名古屋出身で、語尾に「〜ミャ」をつける。関羽とキャラがかぶっていることから若干迷惑がられている。ただし関羽とは違いジョブズ山とは主従関係にあり、ジョブズ山には様付け、敬語である。
却津山を脅迫するなど、狡猾な手を使ってでもジョブズ山の命令を聞くが、好物のイリコを差し出されると簡単に引き下がってしまうという悪癖がある。また、ジョブズ山に対して良かれと思ってしたことが裏目に出てしまう頻度が非常に高く、ジョブズ山からは頻繁に叱責されている。
礼を言うときにはイリコを差し出そうとする。
名古屋市長河村たかしが名前の由来で、本猫たちが名古屋市長選に落選した直後にジョブズ山に拾われたという設定がある。
ホリエ・ザッカーハンバーグ
ネット広告会社・ニャイブドアの社長。ネコブリッジ大学在学の若き学生実業家。19歳。父親は有名企業の元役員で、母親はカタツムリ。このため頭から触角が生えている。また、カタツムリを親に持つため、性別はどちらでもないらしい。ただし、却津山と関羽の内1匹がはじめから女性だと思っていたように、女性として扱われることが多い。またホリエ自身も、仕事でドレスを着せられそうになった際には満更でもない様子を見せ、ガールズトークにあこがれるそぶりを見せる（ただし、その実態に落胆していた）。
元々河村の知り合いで、却津山への嫌がらせに協力し、その結果関羽に暴力をふるう非道な人物であったが、その後は却津山とともにジョブズ山を主にめぐみ関連でいたぶる位置づけになった。かといって却津山と仲が良いわけでもないようで、のちにホリエは却津山について、「予測のつかない人間は苦手」と語っている。苦手な人間のタイプとして、ほかに「自分個人に異様な興味（おもに性別関連）を持つ人」を挙げている。ただし、その後、ホリエと初めて会ったキャラクターには、「何それ、エロい」と言われるようになり、その度に辟易する描写が多い。
何よりも家族を大切にしており、ジョブズ山のような、家族を顧みないいわゆる社畜を「変態」とすら言い捨てている。カタツムリの母親とクローン技術で作った子供を大切にする一方で、家庭を壊した父親とは服役後一度も会っていないようである。
同じネコブリッジ大学に在学するニャン子と仲が良い。ニャン子の方が先輩である。
名前の由来は堀江貴文とマーク・ザッカーバーグ。
ホリエの母親
カタツムリ。ただし、普通の人間の背丈の半分前後はある巨大なカタツムリで、この漫画に登場する動物と同様に人語を話す。早く孫の顔が見たいらしい。
ホリエの子供
クローン技術で作った子供。カタツムリのような外見だが、手足が生え、殻がない。このように不完全な形態で、当初ホリエは「試作品」と言っていたが、その後は、母親と同様の家族として迎え入れられている描写がある。
手足を激しく「キビキビ」動かすのが特徴だが、「キビ」は鳴き声としても用いられている模様。
ホリエの父親
人間。有名企業の元役員だったが、マタタビにはまり、家庭を滅茶苦茶にし、自身は服役することとなった。ホリエがマタタビを恨むきっかけとなった張本人で、出所後も一度もホリエと会ってもらえないようである。現在は更生したものの、かつて却津山似だった外見は、現在、見る影もないほど老けてしまった。
選りすぐりのマタ中の皆さん（えりすぐりのマタちゅうのみなさん）
薬物中毒ならぬマタタビ中毒の猫たち。却津山が以前利用していた「マタタビ窟」（元は阿片窟のような洞窟だったが、のちにビルディング&法人化）が全焼した際に焼け残ったマタタビの木を育てて大きくしてきた猫の集団。当番を決めて交代で世話するなど、いわゆるヤク中のようなものらしからぬ社会性と協調性の持ち主である。前述のマタタビの木を切ってしまったホリエを許す広い心の持ち主。理由は「マタタビをやっているから」。現在はマタタビ農園で生計を立てている。
「猫炎上」の店長（ねこえんじょうのてんちょう）
「猫炎上」とは、初登場時は「猫カフェ」と紹介されていたが、内容はホストクラブそのものだった。7巻では「猫ホストクラブ」になっていた。関羽は猫炎上でのバイト経験があり、この店長は関羽と同じロシアンブルーである。いわゆる雇われ店長。この店での関羽の源氏名は「ブ」「ロ」「ンソン」だった。
カツ子の元彼
本来いまどきの高校生が好きではないカツ子がかつて交際していた、いまどきの高校生男子。体の色が灰色であることを除けば普通の少年。カツ子いわくドブみたいな色をしているから好きだったらしい（だから関羽のことも好きなのである）。

## エピソード
- テコ入れ企画打ち切り

モーニング2011年32号にて、突如作風が変化した話（ニャン子ちゃんの顔が異なる、却津山と関羽が出会う場面が第1話と異なるなど）が掲載された。そしてその日の夜、クレムリン公式ツイッターアカウントにて、「今週号の感触を確認するために2ちゃんねるを見たら、散々だった」旨がツイートされた。
33号でも同様の作風の話が掲載されたが、その後作者ブログにて、この作風の変化はテコ入れ企画であること、テコ入れ企画分の5話を3話に打ち切ることが発表され、35号より通常の作風に戻っている。また、この打ち切りの決定はテコ入れ企画第1話掲載日の夜に開かれた緊急会議でなされたことも後日判明した。
なお、打ち切りにより掲載されなかった2話は単行本4巻に収録されている。
- モーニング連載終了、再連載

モーニング2011年49号にて、モーニングでの最終回が掲載された。
しかしその後、作者ブログにて、打ち切りは9月下旬の時点で決定していたこと、連載終了までにアンケートで条件をクリアしたら連載続行という状況だったことが公開され、条件クリアにより52号より再連載が決定した。単行本4巻にてモーニングツーの掲載話が収録されていないのは、この条件クリアのために担当がモーニング連載の延命を図ったからである。
なお、単行本4巻巻末では「モーニングの連載は終わるぞ」とのセリフがある。

## 単行本
単行本にはモーニング版、モーニングツー版が掲載されている。全巻通じて、話数や目次は書かれておらず、1 - 4巻までは両者を区別する旨は書かれていない。5巻以降はモーニング版とモーニングツー版が分かれて掲載されている。
写美広報誌別冊ニァイズ版はクレムリンとは別に講談社からコミックスが発売された。
- カレー沢薫『クレムリン』 講談社〈モーニングKC〉、全7巻
  1. 2010年6月23日初刷発行（同日発売）、ISBN 978-4-06-372914-6
  2. 2011年1月21日初刷発行（同日発売）、ISBN 978-4-06-372975-7
  3. 2011年6月23日初刷発行（同日発売）、ISBN 978-4-06-387012-1
  4. 2011年11月22日初刷発行（同日発売）、ISBN 978-4-06-387059-6
  5. 2012年4月23日初刷発行（同日発売）、ISBN 978-4-06-387103-6
  6. 2012年9月21日初刷発行（同日発売）、ISBN 978-4-06-387154-8
  7. 2013年2月22日初刷発行（同日発売）、ISBN 978-4-06-387191-3
- カレー沢薫『東京都写真美術館ニュース別冊・ニァイズ〜「クレムリン」出張版』 講談社〈モーニングKC〉、2014年4月23日初刷発行（同日発売）、ISBN 978-4-06-364956-7

## アニメ
2012年9月14日、『クレムリン』第6巻の発売にあたって1話約2分のFLASHアニメ4話分が、YouTubeのDLEチャンネルにアップされた。原作の1話から順に、ほぼ忠実に原作を再現した内容になっている。各話には共通の短いオープニングが入り、エンディングは毎回、別の曲が監督谷東によって弾き語られている。

### スタッフ
- 監督 - 谷東
- つくったひと - 日和雄介、大橋隆昭、谷洋一郎、篠原由佳里
- 協力 - 講談社モーニング編集部、藤沢学、関根永渚至、シマダヒデアキ(L.S.D.)

### 声の出演
- 却津山 春雄 - 谷洋一郎（暫定）
- 関羽・猫村 ニャン子 - 平川亞希（暫定）

### 主題歌
オープニングテーマ「限界ラヴァーズ」
作曲 - すどうゆうき / 作詞・歌 - 平川亞希
エンディングテーマ「子犬と僕」（1話）
作詞・作曲・歌 - 谷東
エンディングテーマ「町を出る僕」（2話）
作詞・作曲・歌 - 谷東
エンディングテーマ「君と僕とねこ」（3話）
作詞・作曲・歌 - 谷東
エンディングテーマ「僕の好きな人」（4話）
作詞・作曲・歌 - 谷東
エンディングテーマ「メールが来ねえ」（5話）
作詞・作曲・歌 - 谷東